# XML 서명
XML 서명(XML Signature, XML 시그니처, XMLDSig, XML-DSig, XML-Sig)은 디지털 서명에 대한 XML 구문을 정의하며 W3C 권장 사항인 XML 서명 구문 및 처리에 정의되어 있다. 기능적으로는 PKCS #7과 공통점이 많지만 확장성이 뛰어나고 XML 문서 서명에 적합하다. SOAP, SAML 등과 같은 다양한 웹 기술에서 사용된다.
XML 서명은 모든 유형의 리소스(일반적으로 XML 문서)에 서명하는 데 사용할 수 있지만 URL을 통해 액세스할 수 있는 모든 항목에 서명할 수 있다. 포함된 XML 문서 외부의 리소스에 서명하는 데 사용되는 XML 서명을 분리된 서명이라고 한다. 포함된 문서의 일부에 서명하는 데 사용된 경우 이를 봉투 서명이라고 한다. 그 안에 서명된 데이터가 포함되어 있으면 이를 엔벨로핑(enveloping) 서명이라고 한다.

## 구조
```
<Signature>

  
<SignedInfo>

    
<CanonicalizationMethod
 
/>

    
<SignatureMethod
 
/>

    
<Reference>

       
<Transforms
 
/>

       
<DigestMethod
 
/>

       
<DigestValue
 
/>

    
</Reference>

    
<Reference
 
/>
 
etc.

  
</SignedInfo>

  
<SignatureValue
 
/>

  
<KeyInfo
 
/>

  
<Object
 
/>

</Signature>

```

## 같이 보기
- 캐노니컬 XML
- XML 암호화